# Xã Whitewater, Quận Cape Girardeau, Missouri
Xã Whitewater (tiếng Anh: Whitewater Township) là một xã thuộc quận Cape Girardeau, tiểu bang Missouri, Hoa Kỳ. Năm 2010, dân số của xã này là 1.335 người.